# باول كامبيون
باول كامبيون (بالإنجليزية: Paul Campion)‏ هو رسام توضيحي وكاتب سيناريو ومخرج بريطاني، ولد في 1967 في إنجلترا في المملكة المتحدة.

## وصلات خارجية
- باول كامبيون على موقع IMDb (الإنجليزية)
- باول كامبيون على موقع قاعدة بيانات الفيلم (الإنجليزية)
- باول كامبيون على موقع كينوبويسك (الروسية)